# Новоберезовське сільське поселення (Шилкинський район)
Новобере́зовське сільське поселення (рос. Новоберёзовское сельское поселение) — сільське поселення у складі Шилкинського району Забайкальського краю Росії.
Адміністративний центр — село Новоберезовське.

## Населення
Населення сільського поселення становить 743 особи (2019; 885 у 2010, 1098 у 2002).

## Склад
До складу сільського поселення входять:
| Населений пункт       | Населення, осіб (2002) | Населення, осіб (2010) |
| --------------------- | ---------------------- | ---------------------- |
| Золотухіно, село      | 250                    | 214                    |
| Нижня Хіла, село      | 216                    | 161                    |
| Новоберезовське, село | 464                    | 383                    |
| Островки, село        | 168                    | 127                    |